# Jasses
Jasses település Franciaországban, Pyrénées-Atlantiques megyében. Lakosainak száma 149 fő (2022. január 1.). Jasses Dognen, Gurs, Navarrenx, Ogenne-Camptort és Sus községekkel határos.

## Népesség
A település népességének változása:
| Lakosok száma | 144  | 134  | 141  | 138  | 142  | 145  | 146  | 148  | 149  |
|               | 2013 | 2015 | 2016 | 2017 | 2018 | 2019 | 2020 | 2021 | 2022 |